# Tổ hợp siêu thị Đan Mạch
Tổ hợp siêu thị Đan Mạch (tiếng Đan Mạch: Dansk Supermarked Gruppen A/S) là tổ hợp liên doanh giữa công ty F.Salling A/S và Tập đoàn A.P.Moller-Maersk, chuyên kinh doanh bán lẻ hàng tiêu dùng. Tổ hợp hiện có gần 1.200 siêu thị mang các tên Bilka, Føtex, Netto, A - Z và các cửa hàng mang các tên Salling, Tøj og Sko. Ngoài Đan Mạch, tổ hợp cũng lập các siêu thị mang tên Netto ở Đức, Anh Quốc, Ba Lan và Thụy Điển

## Lịch sử
- Năm 1906, Ferdinand Salling lập cửa hàng bách hóa lớn mang tên Salling ở thành phố quê hương Aarhus. Trước khi chết (năm 1953), ông đã chuyển hãng của mình thành công ty cổ phần F.Salling A/S. Sau đó người con trai - Herman Salling - thay cha nắm quyền kinh doanh. Herman Salling có sáng kiến lập một chuỗi siêu thị và cửa hàng bán lẻ
- Năm 1960 Herman Salling lập các siêu thị mang tên Jysk Supermarked. Cùng năm ông ta lập siêu thị mang tên Føtex đầu tiên. Herman Salling muốn tìm thêm đối tác góp vốn lớn để mở rộng việc kinh doanh
- Năm 1964 Herman Salling thỏa thuận hợp tác với Tập đoàn A.P.Moller-Maersk. Tập đoàn này mua 50% cổ phần. Sau đó công ty đổi tên thành Công ty siêu thị Đan Mạch (Dansk Supermarked A/S)
- 10 năm sau khi mở siêu thị Føtex đầu tiên, tổ hợp mở siêu thị lớn (hypermarket) mang tên Bilka tại Aarhus
- Đầu thập niên 1980, tổ hợp mở một loạt siêu thị nhỏ, bán giá hạ, mang tên Netto. Trong thập niên này tổ hợp cũng mở các siêu thị A - Z và các tiệm mang tên Tøj og Sko (có nghĩa là "quần áo & giầy dép").
- Cuối thập niên 1980 và đầu thập niên 1990, tổ hợp mở các siêu thị mang tên Netto ở Đức và Anh
- Năm 1995 tổ hợp mở các siêu thị Netto ở Ba Lan
- Năm 2002 tổ hợp mở các siêu thị Netto ở Thụy Điển
- Cho tới năm 1980, mọi siêu thị đều được quản lý từ trung ương của tổ hợp. Từ năm 1980 trở đi, các siêu thị mang tên riêng được tách ra kinh doanh độc lập
- Giám đốc điều hành hiện nay (từ năm 2005) là Erling Jensen

## Các siêu thị và cửa hàng
- Føtex: 77
- Bilka (hypermarket): 14
- A - Z: 3
- Tøj og Sko: 37
- Salling: 2 (cửa hàng bách hóa lớn)
- Netto:
  - Đan Mạch: 382
  - Đức: 256
  - Anh: 179
  - Ba Lan: 136
  - Thụy Điển: 80